# Fernando Díez de Urdanivia y Díaz
Fernando Díez de Urdanivia y Díaz (Puebla, 1 de noviembre de 1897 - 21 de enero de 1966) fue un destacado periodista mexicano.

## Historia
Se inició en 1917 en el semanario El Progreso de su ciudad natal. En 1923 se recibió de abogado en la Escuela Libre de Derecho. Fue director político de El País en la Ciudad de México. Se exilió a los Estados Unidos; en 1927 dirigió el Diario de El Paso y en 1930 el semanario La Libertad, de Los Ángeles. 
Colaboró en El Universal de la Ciudad de México. También en varios diarios de provincia y en las revistas Mañana, Todo y Revista Nacional. En 1940 fundó el Instituto Fray Pedro de Gante y publicó el libro La situación de México y la sucesión presidencial. En 1942 fue director de El Occidental de Guadalajara y después jefe de redacción. A partir de 1947 colaboró en Excélsior, donde al año siguiente fue nombrado jefe de la sección editorial. En 1949 puso en marcha la escuela de periodismo que después se llamaría “Carlos Septién García”. A fines de 1965 fue fundador de El Heraldo de México, pero a los tres meses cayó enfermo. Murió el 21 de enero de 1966.